# Jeffrey Tambor
Jeffrey Michael Tambor es un actor estadounidense, nacido el 8 de julio de 1944 en San Francisco, California.

## Estudios
Se graduó por la Universidad Estatal de San Francisco, donde estudió actuación, y por la Universidad Estatal de Wayne, donde obtuvo su grado de Magister. 

## Carrera
Actuó en la serie de televisión Arrested Development desempeñando un papel doble que dio vida a los hermanos gemelos (George y Oscar Bluth). Además, ha aparecido en :
- Paul
- The Larry Sanders Show
- ¡Qué asco de vida!
- Hellboy
- The Hangover
- The Hangover Part II
- The Hangover Part III
- El Grinch
- There's Something About Mary
- ¿Conoces a Joe Black?
- Max Headroom

Tambor ha sido actor durante más de tres décadas, teniendo más de cien apariciones acreditadas. Se le recuerda por sus apariciones como invitado en la serie Three's Company. Es la voz del Rey Neptuno en la serie de dibujos animados Bob Esponja. Actuó en la comedia Superhero!, escrita y dirigida por Craig Mazin; y es el protagonista de la comedia Transparent, con la que ha obtenido varios reconocimientos.

## Premios y nominaciones

### Premios Globo de Oro
| Año  | Categoría                      | Trabajo Nominado | Resultado |
| ---- | ------------------------------ | ---------------- | --------- |
| 2015 | Mejor actor - Serie de comedia | Transparent      | Ganador   |
| 2016 | Mejor actor - Serie de comedia | Transparent      | Nominado  |

### Premios Primetime Emmy
| Año  | Categoría                                 | Trabajo Nominado       | Resultado |
| ---- | ----------------------------------------- | ---------------------- | --------- |
| 1993 | Mejor actor de reparto - Serie de comedia | The Larry Sanders Show | Nominado  |
| 1996 | Mejor actor de reparto - Serie de comedia | The Larry Sanders Show | Nominado  |
| 1997 | Mejor actor de reparto - Serie de comedia | The Larry Sanders Show | Nominado  |
| 1998 | Mejor actor de reparto - Serie de comedia | The Larry Sanders Show | Nominado  |
| 2004 | Mejor actor de reparto - Serie de comedia | Arrested Development   | Nominado  |
| 2005 | Mejor actor de reparto - Serie de comedia | Arrested Development   | Nominado  |
| 2015 | Mejor actor - Serie de comedia            | Transparent            | Ganador   |
| 2016 | Mejor actor - Serie de comedia            | Transparent            | Ganador   |

### Premio del Sindicato de Actores
| Año  | Categoría                        | Trabajo Nominado     | Resultado |
| ---- | -------------------------------- | -------------------- | --------- |
| 2005 | Mejor reparto - Serie de comedia | Arrested Development | Nominado  |
| 2006 | Mejor reparto - Serie de comedia | Arrested Development | Nominado  |
| 2014 | Mejor reparto - Serie de comedia | Arrested Development | Nominado  |
| 2016 | Mejor actor - Serie de comedia   | Transparent          | Ganador   |
| 2016 | Mejor reparto - Serie de comedia | Transparent          | Nominado  |